# Cerura birmanica
Cerura birmanica är en fjärilsart som beskrevs av Felix Bryk 1950. Cerura birmanica ingår i släktet Cerura och familjen tandspinnare. Inga underarter finns listade i Catalogue of Life.